# Vercelli Book

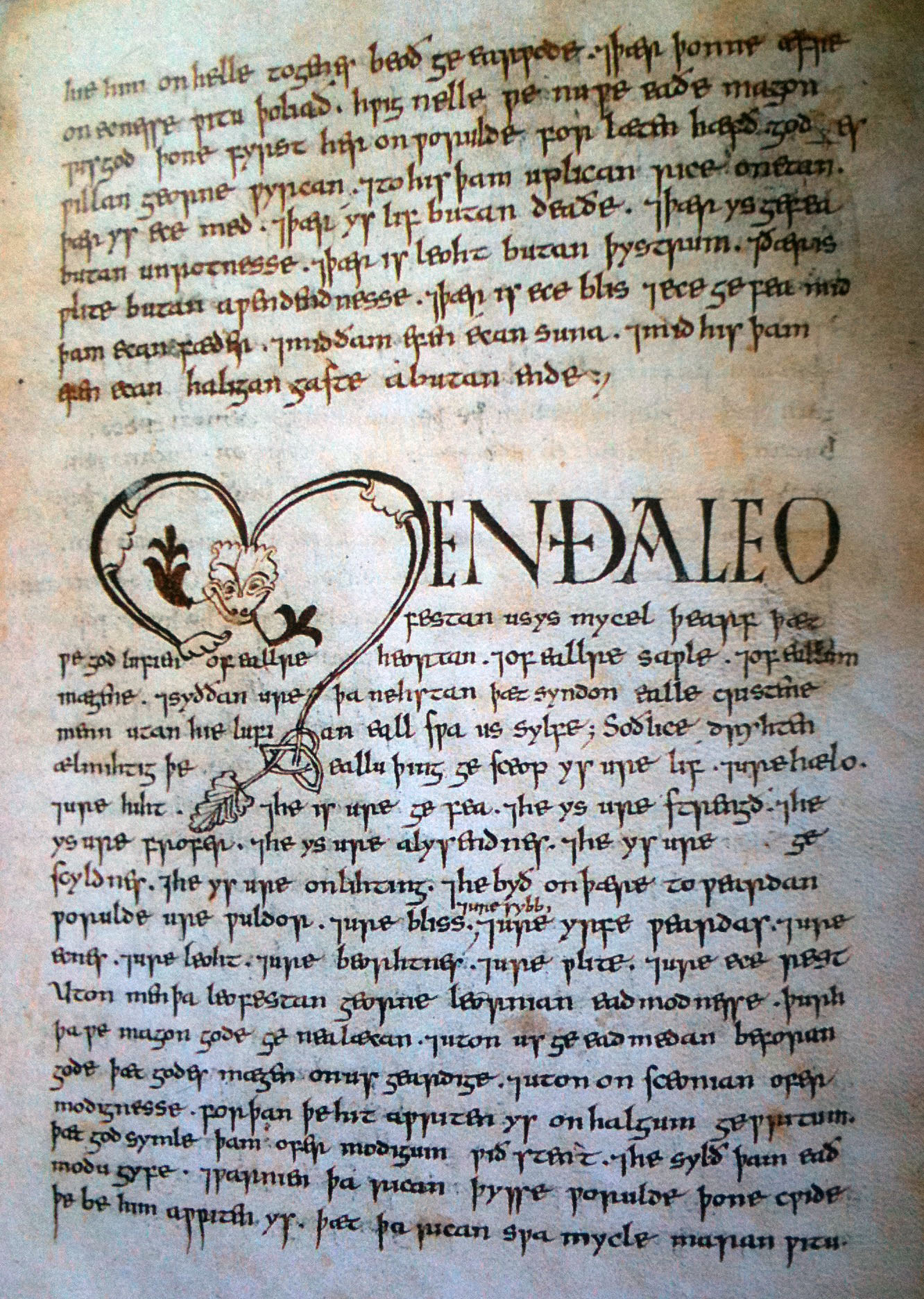
Vercelli Book

Het Vercelli Book is een handschrift met Oudengelse teksten daterend uit het eind van de 10e eeuw. De verzameling is in het bezit van de kathedraal van Vercelli in Italië (hs. CXVII). Onbekend is hoe de manuscripten daar terecht zijn gekomen.
Het Vercelli Book bevat een aantal preken in proza, een biografie van de heilige Guthlac en een zestal gedichten, waaronder twee van Cynewulf. 

## Gedichten
- Andreas
- The Fates of the Apostles (Cynewulf)
- Soul and Body
- The Dream of the Rood
- Elene (Cynewulf)
- een fragment van een preek